# Авъл Вергиний Трикост Целимонтан
Вижте пояснителната страница за други личности с името Авъл Вергиний Трикост Целимонтан.
Авъл Вергиний Трикост Целимонтан (на латински: Aulus Verginius Tricostus Caelimontanus) e римски политик от ранната Римска република и произлиза от род Вергинии. Той е син на човек също носещ името Авъл, (Aulus, „двор“), баща е на Авъл Вергиний Трикост Целимонтан (консул 469 пр.н.е.) и на Спурий Вергиний Трикост Целимонтан (консул 456 пр.н.е.).
През 494 пр.н.е. той e консул заедно с Тит Ветурий Гемин Цицурин. Когато започват да събират войска за предстоящите войни, плебеите и патрициите започват да се карат. Започват дебати в сената и се избира диктатор за разрешаване на проблемите. Ветурий получава задачата да се бие с еквите, а Вергиний с три легиона трябва да се бие срещу волските. Вергиний има успехи във войната, превзема град Велитрае и там се създава колония. Диктатор Маний Валерий Максим има успех против сабините.
Въпреки успехите те не изпълняват обещанията си, дадени на плебеите и диктаторът напуска. Плебеите отиват към Mons Sacer (Свещената планина) и населението се разединява. По това време трябва да се избират нови консули. Вергиний е в групата от 10 сенатори, която е изпратена да води преговори с плебеите и успява да ги убеди да се върнат отново в града. Начело на групата е Агрипа Менений Ланат, който има успех и голяма част от исканията на плебеите се изпълняват чрез закона Lex Sacrata.